# Ізотов Микита Олексійович

Пам'ятник Микиті Ізотову в Горлівці

Микита Олексійович Ізотов, рідко Никифор Олександрович Ізотов (9 лютого 1902, село Мала Драгунка, тепер Орловської області, Російська Федерація — 14 січня 1951, місто Єнакієве, тепер Донецької області) — український шахтар, передовик, зачинатель ізотовського руху. Депутат Верховної Ради СРСР 1-го скликання. Член Центральної Ревізійної Комісії ВКП(б) в 1939—1951 р.

## Життєпис
Народився 9 лютого (27 січня) 1902 року в селі Мала Драгунка (нині село Орловської області РФ) в селянській родині. Трудову діяльність розпочав наймитом у заможних селян, працював хлопчиком у буфеті на пароплаві.
Від 1914 року мешкав у місті Горлівка на Донбасі, де працював на брикетній фабриці. Потім працював робітником шахти «Кочегарка». У 1918—1920 роках — у Червоній армії, учасник Громадянської війни в Росії.
З 1922 року працював вибійником на шахті № 1 «Кочегарка».
У 1924—1926 роках — у Червоній армії: навідник, слухач військової школи у Москві, старшина артилерійської батареї. Потім знову повернувся до Горлівки, де працював на 19-й дільниці шахти «Кочегарка».
1932 року застосував пневматичний відбійний молоток, виступив з ініціативою передачі досвіду молодим робітникам. 1933 року організував на шахті ділянку-школу («ізотовську школу») підвищення кваліфікації молодих вибійників шляхом виробітку інструктажу на робочому місці. У вересні 1935 році підтримав почин О. Стаханова і видобув за 6 годин 240 т вугілля (понад 30 змінних норм).
У лютому 1936 року встановив світовий рекорд — 607 т вугілля за 6-годинну зміну. Впродовж 1935–1937 років навчався у Промисловій академії. Член ВКП(б) з 1936 року.
З 1937 року на керівній роботі у вугільній промисловості — керуючий тресту «Шахтантрацит» міста Шахти Ростовської області РРФСР.
У 1938—1939 роках — начальник комбінату «Сталінвугілля» Сталінської області УРСР.
Під час німецько-радянської війни служив у Червоній армії, у 1942—1943 роках працював у Черемховському вугільному басейні Уралу та Східного Сибіру.
У 1945—1946 роках — керуючий Хацапетівського шахтоуправління комбінату «Артемвугілля» Сталінської області. З 1946 року — начальник шахтоуправління № 2 тресту «Орджонікідзевугілля» в місті Єнакієве Сталінської області.
Помер 14 січня 1951 у місті Єнакієве, тепер Донецька область.
Автор книги «Моє життя. Моя робота» (Харків, 1934)

## Нагороди та звання
- два ордени Леніна
- орден Трудового Червоного Прапора
- орден «Знак Пошани»